# Серафан
Серафан (порт. Serafão; МФА: [sɨ.ɾɐ.ˈfɐ̃w]) — парафія в Португалії, у муніципалітеті Фафе. Розташована в північно-західній частині країни, на теренах історичної португальської провінції Дору-Міню. Входить до складу округу Брага. За адміністративним поділом, чинним до 1976 року, терени парафії були складовою провінції Міню. Належить до Бразької архідіоцезії Католицької церкви. Патрон — святий Юліан. Площа — 7,7657 км². Населення — 996 ос. (2011). Слабо урбанізований регіон. Густота населення — 128,26 осіб/км²
. Код — 030732.

## Населення
| Кількість мешканців | Кількість мешканців | Кількість мешканців | Кількість мешканців | Кількість мешканців | Кількість мешканців | Кількість мешканців | Кількість мешканців | Кількість мешканців | Кількість мешканців | Кількість мешканців | Кількість мешканців | Кількість мешканців | Кількість мешканців | Кількість мешканців |
| ------------------- | ------------------- | ------------------- | ------------------- | ------------------- | ------------------- | ------------------- | ------------------- | ------------------- | ------------------- | ------------------- | ------------------- | ------------------- | ------------------- | ------------------- |
| 1864                | 1878                | 1890                | 1900                | 1911                | 1920                | 1930                | 1940                | 1950                | 1960                | 1970                | 1981                | 1991                | 2001                | 2011                |
| 939                 | 946                 | 1 014               | 1 102               | 1 169               | 1 090               | 1 169               | 1 348               | 1 489               | 1 603               | 1 260               | 1 328               | 1 147               | 1 195               | 996                 |